# Tabletop
Tabletop is een filmtechniek waarbij trucageopnames worden gemaakt van miniatuur-opstellingen waarin bepaalde onderdelen bewegen. In vergelijking met animatie kan zo aanzienlijk op productiekosten worden bespaard. Ook biedt het de mogelijkheid zaken 'als echt' te laten zien die anders niet in beeld kunnen worden gebracht.
In Nederland heeft Han van Gelder gebruikgemaakt van tabletop. Hij maakte samen met Jan Gerhard Toonder een aantal tabletopprojecten, zoals Globobbo (1952) en The conquered planet (1953).